# Tunnel of Love (album)
Tunnel of Love is het achtste studioalbum van de Amerikaanse zanger, gitarist, liedschrijver en producer Bruce Springsteen.

## Achtergrond
Dit album staat in het teken van afscheid, verlatenheid en ontbinding. Zijn huwelijk met de actrice Julianne Phillips strandde en hij besloot om verder te gaan zonder zijn vaste band de E Street Band.
Springsteen bespeelt de meeste instrumenten op dit album. Hoewel er niet wordt meegespeeld door de voltallige E Street band, spelen de afzonderlijke bandleden wel mee op sommige nummers. Alle nummers zijn geschreven door Bruce Springsteen. Op dit album wordt gebruik gemaakt van een drumcomputer en synthesizer. Sommige nummers zijn grotendeels akoestisch (zoals de openingstrack Ain’t got you).

## Tracklist
1. Ain’t got you – 2:07
2. Tougher than the rest – 4:34
3. All that heaven will allow – 2:38
4. Spare parts – 3:39
5. Cautious man – 3:56
6. Walk like a man – 3:36
7. Tunnel of love – 5:10
8. Two faces – 3:01
9. Brilliant disguise – 4:15
10. One step up – 4:21
11. When you’re alone  - 3:21
12. Valentine day – 5:13

## Muzikanten
- Bruce Springsteen –zang, gitaar, basgitaar, keyboard, mondharmonica, drumcomputer en synthesizer
- Roy Bittan – piano op Brilliant disguise, synthesizer op Tunnel of love
- Clarence Clemons – achtergrondzang op When you're alone
- Danny Federici – orgel op Tougher than the rest, Spare parts, Two faces en  Brilliant disguise
- Nils Lofgren –gitaarsolo op Tunnel of love, achtergrondzang op When you're alone
- Patti Scialfa – achtergrondzang op Tunnel of love, One step up en When you're alone
- Garry Tallent – basgitaar op Spare Parts
- Max Weinberg – drumstel op All that heaven will allow, Two faces en  When you're alone, percussie op Tougher than the rest, Spare parts, Walk like a man, Tunnel of love en Brilliant disguise
- James Wood – mondharmonica op Spare Parts

Alle bovengenoemde muzikanten hebben deel uitgemaakt van de E Street Band, behalve Jimmie Wood, die zong en mondharmonica speelde bij de band The Imperial Crowns en ook gespeeld heeft met o.a. Bruce Hornsby, John Lydon, Etta James en Cheap Trick.

## Productie
Dit album is geproduceerd door Bruce Springsteen, samen met Jon Landau (muziekproducer, manager en criticus) en Chuck Plotkin (producer en geluidstechnicus). Die werkten beide ook mee aan het vorige album van Bruce Springsteen, Born in the USA.
Aan de opnames is meegewerkt door:
- Ontwerp albumhoes– Sandra Choron
- Fotografie – Annie Leibovitz , Bob Adleman, Kryn Taconis, Elliott Erwitt
- Mastering – Bob Ludwig, Heidi Cron
- Mixing– Bob Clearmountain, Mark McKenna, Jay Healy
- Opname assistent (A&M Studios) – Rob Jacobs
- Opnameassistent (Hit Factory) – Tim Leitner, Roger Talkov
- Opnameassistent (Kren Studios) - Squeek Stone
- Geluidstechnicus - Toby Scott.

Het album is gemixt in de A & M Studios in Los Angeles, Californië en gemasterd in Masterdisk, New York.
De plaat is uitgebracht door Columbia Records (o.a. VS, Zuid-Afrika en Canada) en CBS (o.a. Europa, Israël en Australië) en CBS/Sony (Japan). Het album is in 1987 zowel verschenen op vinyl (LP) als op Compact Disc.

## Waardering
De Amerikaanse site AllMusic waardeerde dit album met vijf sterren (het maximaal aantal).
Het album heeft een hoge positie bereikt op diverse lijsten, onder meer:
- Bij de 500 Greatest Albums All Time van het Amerikaanse muziektijdschrift Rolling Stone staat Tunnel of Love op nummer 467
- Bij de 100 Best albums of the 80’s (Rolling Stone) staat Tunnel of Love op nummer 25.
- In het jaaroverzicht van 1987 van muziektijdschrift OOR staat Tunnel of Love op nummer 3.
- Bij de favoriete albums van de jaren 80 van OOR staat Tunnel of Love op nummer 78.

In de volgende landen bereikte dit album de hitlijsten:
| Land             | Piek |
| ---------------- | ---- |
| Canada           | 1    |
| Groot-Brittannië | 1    |
| Italië           | 1    |
| Noorwegen        | 1    |
| Spanje           | 1    |
| Verenigde Staten | 1    |
| Zweden           | 1    |
| Zwitserland      | 2    |
| Japan            | 3    |
| Duitsland        | 3    |
| Nederland        | 4    |
| Australië        | 5    |
| Frankrijk        | 5    |
| Oostenrijk       | 6    |
| Nieuw-Zeeland    | 6    |

E Street Band: Bruce Springsteen · Roy Bittan · Nils Lofgren · Patti Scialfa · Garry Tallent · Steven Van Zandt · Max Weinberg
Jake Clemons · Charles Giordano · Soozie Tyrell
Voormalige leden: Ernest Carter · Clarence Clemons · Danny Federici · Vini Lopez · David Sancious
Voormalige tourmuzikanten:
Everett Bradley · Barry Danielian · Clark Gayton · Curtis King · Suki Lahav · Ed Manion · The Miami Horns · Cindy Mizelle · Michelle Moore · Tom Morello · Curt Ramm · Jay Weinberg